# Prionailurus javanensis rabori
Prionailurus javanensis rabori is een ondersoort van de Prionailurus javanensis die voorkomt op de Filipijnse eilanden Cebu en waarschijnlijk ook Negros en Panay. Deze ondersoort is genoemd naar wijlen Dioscoro Rabor, een belangrijke Filipijnse deskundige op het gebied van zoogdieren en vogels. Rabor heeft onder andere het holotype van P. j. rabori gevangen.

## Kenmerken
Prionailurus javanensis rabori heeft een okerkleurige tot geelbruine vacht met grote, donkere vlekken. Het witte deel van het gezicht is vrij klein. De totale lengte van het holotype bedraagt 396 mm, de staartlengte 120 mm, de achtervoetlengte 15 mm, de oorlengte 17 mm en de schedellengte 81,1 mm.